# Campionato venezuelano maschile di pallanuoto
Il campionato venezuelano maschile di pallanuoto è un insieme di tornei pallanuotistici maschili nazionali istituiti dalla Liga Nacional de Polo Acuático (LNPA). I campionati vedono la loro prima edizione nel 2011, quando viene disputato il primo torneo con sede a Caracas. Ad oggi è presente un'unica divisione, chiamata Liga Nacional de Polo Acuático, che comprende sei squadre.

## Storia
La Liga nasce nel 2011 e si prefissa come obiettivo quello di aiutare lo sviluppo della pallanuoto in Venezuela. Sebbene nel paese sudamericano questo sport fosse praticato fin dagli anni '50, il suo sviluppo era molto limitato. Per questo la Liga punta a essere, prima di tutto, la maggiore competizione del paese. Inoltre, ha come obiettivi anche far conoscere la pallanuoto venezuelana nel mondo e agevolare la pratica della pallanuoto in Venezuela. Per essere conosciuta da tutti e per essere in stretto contatto con i giovani la Liga inaugura anche un sito internet dove sono presenti gli obiettivi che si prefigge, oltre alla classifica del campionato, la classifica marcatori e molte altre informazioni.

## Divisioni

### Liga Nacional de Polo Acuático
La Liga Nacional de Polo Acuático è la massima divisione del campionato venezuelano. Al torneo partecipano 6 squadre racchiuse in un unico girone.

#### Albo d'oro
| Stagione | Vincitore         | Secondo Posto              | Terzo posto                          | Note |
| 2011     | Pulpos de Miranda | Deportivo Distrito Capital | Duros de Lara Barracudas de Valencia |      |

#### Squadre partecipanti
Aggiornato alla stagione 2011
| Squadra                    | Città        | Piazzamento nella stagione 2010 |
| Pirañas de Carabobo        | Valencia     | -                               |
| Delfines de Aragua         | Maracay      | -                               |
| Deportivo Lara             | Barquisimeto | -                               |
| Pulpos de Miranda          | Miranda      | -                               |
| Cangrejos de Vargas        | Vargas       | -                               |
| Deportivo Distrito Capital | Caracas      | -                               |

## Struttura del campionato
| Livello | Divisione                                | Divisione                                | Divisione                                | Divisione                                | Divisione                                | Divisione                                | Divisione                                | Divisione                                | Divisione                                | Divisione                                | Divisione                                | Divisione                                |
| ------- | ---------------------------------------- | ---------------------------------------- | ---------------------------------------- | ---------------------------------------- | ---------------------------------------- | ---------------------------------------- | ---------------------------------------- | ---------------------------------------- | ---------------------------------------- | ---------------------------------------- | ---------------------------------------- | ---------------------------------------- |
| 1       | Liga Nacional de Polo Acuático 6 squadre | Liga Nacional de Polo Acuático 6 squadre | Liga Nacional de Polo Acuático 6 squadre | Liga Nacional de Polo Acuático 6 squadre | Liga Nacional de Polo Acuático 6 squadre | Liga Nacional de Polo Acuático 6 squadre | Liga Nacional de Polo Acuático 6 squadre | Liga Nacional de Polo Acuático 6 squadre | Liga Nacional de Polo Acuático 6 squadre | Liga Nacional de Polo Acuático 6 squadre | Liga Nacional de Polo Acuático 6 squadre | Liga Nacional de Polo Acuático 6 squadre |